# Сражение при Хвансанболе
Сражение при Хвансанболе (корейск. 황산벌 전투) — сражение, произошедшее 20 августа 660 года (9 июля по лунному календарю) между армиями Силла и Пэкче в Хвансанболе (в современном Нонсан-си, провинция Чхунчхон-Намдо, Южная Корея) во время очередной когурёско-танской войны.

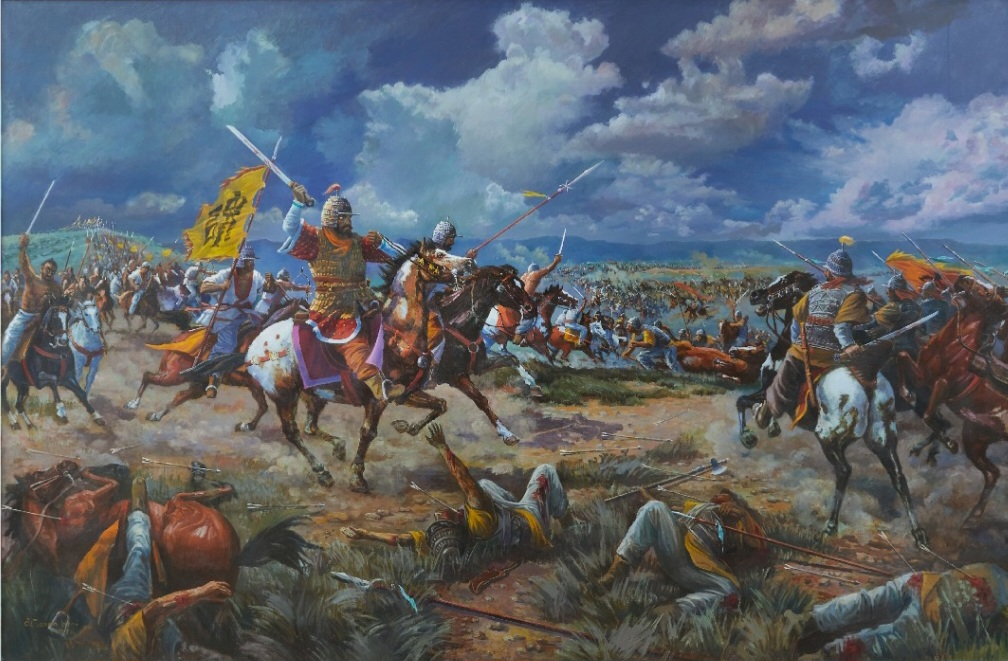
Сражение при Хвансанболе. Картина современного художника

В 660 году Пэкче было втянуто в когурёско-танскую войну на стороне Когурё. На помощь Силла прибыло по Жёлтому морю 130-тысячное войско танского полководца Су Динфана, который должен был соединиться с силласкими войсками. Су Динфан высадился на острове Токмуль в западной части Пэкче, а затем стал продвигаться к Пэккану по воде, а 50-тысячное войско Силла продвигалось к перевалу Танхёну по суше, чтобы затем выйти к столице Пэкче — городу Сабисон. 
Когда 50-тысячное войско Силла под командованием Ким Юсина пересекло Танхён (к востоку от горы Сикджансан в Тэджоне) и двинулось на равнины провинции Чхунчхон, король Ыйджа (Ыйчжа-ван) срочно отправил министра Чхунсана с войсками в Хвансанболь, чтобы перехватить армию Силла, не дав ей соединиться с китайцами. Армия Пэкче (по разным подсчётам — от 5 до 15 тысяч) прибыла в Хвансанболь первой и расположилась в укреплённых лагерях (земляных крепостях за частоколами) Санджик-ри, Мочхон-ри и Хваннён, расположенных на невысоких холмах. Один из подчинённых Чхунсану военачальников, фактический командующий, Гебэк обратился к воинам со словами: «Лучше умереть и быть счастливым, чем жить и быть униженным».
Вскоре прибыли войска Силла под командованием Ким Юсина и 20 августа (9 июля по лунному календарю) атаковали армию Пэкче. Войска Пэкче отразили все четыре атаки. В результате боевой дух армии Силла упал, и Ким Ю-Син отправил двух закованных в латы кавалеристов в одиночные атаки-схватки, чтобы их примером воодушевить своих солдат. Один из них был убит во время первой атаки, второго схватили, а затем отпустили, но когда он снова атаковал, его, в конечном итоге, снова схватили и обезглавили. 
Разъяренная этим армия Силла пошла в последнюю атаку на армию Пэкче. Понесшая большие потери в четырех предыдущих атаках, армия Пэкче не смогла выдержать пятую. Три лагеря рухнули; Гебэк погиб в битве. Армия Пэкче была полностью уничтожена, и около 20 человек, включая Чхунсана, сдались. 
В день битвы при Хвансанболе китайская армия Су Динфана уничтожила главные силы армии Пэкче в Гибольпо (устье Унджина) и на следующий день соединилась с войсками Силла перед замком Саби.